# Rentapia
Rentapia is een geslacht van kikkers uit de familie padden (Bufonidae). De groep werd voor het eerst wetenschappelijk beschreven door Chan Kin Onn, Larry Lee Grismer, Anil Zachariah, Rafe Marion Brown en Robin Kurian Abraham in 2016. Voor deze tijd werden de verschillende soorten tot het geslacht Pedostibes gerekend. Veel literatuur verwijst nog naar de oude situatie.
Alle soorten leven in delen van zuidelijk Azië en komen voor op het Maleisisch schiereiland en op de eilanden Borneo en Sumatra. De kikkers worden gevonden in de landen Indonesië, Maleisië en Thailand

## Soorten
Er worden twee verschillende soorten erkend. Vroeger was er nog een derde soort; Rentapia rugosa, maar deze wordt gezien als synoniem van Rentapia everetti.
- Soort Rentapia everetti
- Soort Rentapia hosii – Aziatische boompad

Adenomus · 
Altiphrynoides · 
Amazophrynella · 
Anaxyrus · 
Ansonia · 
Atelopus · 
Barbarophryne · 
Blythophryne · 
Bufo · 
Bufoides · 
Bufotes · 
Capensibufo · 
Churamiti · 
Dendrophryniscus · 
Didynamipus · 
Duttaphrynus · 
Epidalea · 
Frostius · 
Ghatophryne · 
Incilius · 
Ingerophrynus · 
Laurentophryne · 
Leptophryne · 
Melanophryniscus · 
Mertensophryne · 
Metaphryniscus · 
Nannophryne · 
Nectophryne · 
Nectophrynoides · 
Nimbaphrynoides · 
Oreophrynella · 
Osornophryne · 
Parapelophryne · 
Pedostibes · 
Pelophryne · 
Peltophryne · 
Phrynoidis · 
Poyntonophrynus · 
Pseudobufo · 
Rentapia · 
Rhaebo · 
Rhinella · 
Sabahphrynus · 
Schismaderma · 
Sclerophrys · 
Strauchbufo · 
Truebella · 
Vandijkophrynus · 
Werneria · 
Wolterstorffina · 
Xanthophryne